# Astronomy Letters
Astronomy Letters is een wetenschappelijk tijdschrift op het gebied van de astronomie. Het bevat vertalingen van artikelen uit het Russische tijdschrift Pis'ma V Astronomicheskii Zhurnal. Het verschijnt 12 keer per jaar.
Het eerste nummer verscheen in 1994.